# Indiospastus
Indiospastus é um gênero de traça pertencente à família Agonoxenidae.